# Casalgrande
Casalgrande (emilián nyelven Caşalgrând) település Olaszországban, Emilia-Romagna régióban, Reggio Emilia megyében. Lakosainak száma 18 937 fő (2023. január 1.). Casalgrande Castellarano, Formigine, Modena, Rubiera, Sassuolo, Scandiano és Reggio Emilia községekkel határos.

## Népesség
A település népessége az elmúlt években az alábbi módon változott:
| Lakosok száma | 19 215 | 19 234 | 18 937 |
|               | 2017   | 2018   | 2023   |